# 可見光和紅外巡天望遠鏡
可見光和紅外巡天望遠鏡（简称VISTA，Visible and Infrared Survey Telescope for Astronomy）是位于智利帕瑞纳天文台的一座口径4.1米的反射望远镜。它属于欧洲南方天文台，在2009年12月开光，是世界上最大的近红外巡天望远镜。可見光和紅外巡天望遠鏡只有一个仪器：VIRCAM（the Vista InfraRed CAMera），即一个重达3吨的红外相机。它由16片红外敏感的探测器组成，总像素为高达6700万。
VISTA以英国伦敦大学玛利皇后学院为首的18所英国大学组成的大学联盟主导，是英国为履行欧南台协定而提供的，由英国科技设备委员会提供资金（STFC）。